# Никтантес
Никтантес (лат. Nyctanthes) — род растений семейства Маслиновые (Oleaceae), распространённый в Южной и Юго-Восточной Азии.

## Ботаническое описание
Вечнозелёные кустарники; побеги полегающие, четырёхгранные, опушены простыми волосками. Листья простые, супротивные, эллиптические или широкоэллиптические, до 6 см длиной и до 5 см шириной; верхушка листовой пластинки треугольная или заострённая, основание клиновидное, края зубчатые или пильчатые.
Цветки обоеполые, актиноморфные, собранные в опушенные терминальные цимозные соцветия; цветоножки до 3 см длиной, опушенные; брактеи скрученные, узколанцетные, до 4 мм длиной. Чашечка сростночашелистиковая, 5—7-членная, чашелистики ланцетные, до 3 мм длиной. Венчик сростнолепестный, белый, 4—11-членный, трубка венчика (в бутоне) 2 мм длиной, отгиб венчика до 2,5 см длиной, лепестки скрученные. Тычинок 2; тычиночные нити короче трубки венчика, около 1,5 мм длиной. Пыльцевые зерна сферические, трёхбороздные. Гинецей верхний, синкарпный, димерный, голый, 0,75 см длиной; рыльце двулопастное, около 2 мм длиной. Семязачатки анатропные, по 1 в каждом гнезде завязи. Плод уплощенный, на верхушке заострённый, до 1 см длиной и до 1,5 см шириной; при созревании плоды распадаются на два мерикарпия. Каждый мерикарпий вскрывается дорзовентрально. Эндокарпий однослойный, сложен многолучевыми клетками с утолщёнными одревесневшими стенками.

## Таксономия
Nyctanthes L., Sp. Pl. 1: 6 (1753).

### Синонимы
- Bruschia Bertol. (1857)
- Mogori Adans. (1763)
- Nictanthes All. (1761), orth. var.
- Nyctanthos St.-Lag. (1880), orth. var.
- Omolocarpus Neck. (1790), opus utique oppr.
- Pariaticu Adans. (1763)
- Parilium Gaertn. (1788)
- Scabrita L. (1767)

### Виды
Род включает 2 вида:
- Nyctanthes aculeata Craib
- Nyctanthes arbor-tristis L. typus